# 포솔레
포솔레 (pozole, 나와틀어: pozolli에서 유래)는 멕시코 요리의 전통적인 국 또는 스튜이다. 닉스타말과 고기 (일반적으로 닭고기 또는 돼지고기)로 만들며, 잘게 썬 상추나 양배추, 고추, 양파, 마늘, 무, 아보카도, 살사 또는 라임으로 양념하고 장식할 수 있다. 선콜럼버스 시대부터 메소아메리카에서 알려진 이 스튜는 멕시코와 인접 국가들에서 일상식과 축제 요리로 모두 흔하게 제공된다.

## 설명
포솔레는 다양한 방법으로 준비될 수 있지만, 모든 변형에는 맑은국에 익힌 닉스타말이 기본으로 포함된다. 맑은국은 주로 닭고기나 돼지고기로 만들지만, 채식으로 준비되는 경우도 있다. 맑은국이 고기 기반일 때는 맑은국을 만드는 데 사용된 고기 조각이 보통 최종 요리에 함께 제공된다. 채식 버전은 고기 대신 두류를 사용한다.
포솔레의 세 가지 주요 유형은 블랑코(흰색), 베르데(녹색), 로호(빨간색)이다. 포솔레 블랑코("흰 포솔레")는 추가적인 녹색 또는 빨간색 소스 없이 준비하는 방식이다. 포솔레 베르데("녹색 포솔레")는 토마티요, 디스파니아 암브로시오이데스(epazote), 고수, 녹색 고추(일반적으로 할라페뇨고추 또는 세라노고추), 또는 호박씨를 포함할 수 있는 녹색 재료를 기반으로 한 풍부한 살사 베르데를 추가한다. 포솔레 로호("빨간 포솔레")는 비슷하지만, 과히요, 페퀸(piquin), 또는 안초와 같은 하나 이상의 말린 또는 훈제된 빨간 고추로 만든 살사 로하를 사용하며, 보통 토마토도 들어간다.
포솔레는 주로 다양한 토핑, 특히 생야채와 함께 제공된다. 일반적인 토핑으로는 다진 양파, 잘게 썬 양배추, 얇게 썬 무, 아보카도, 라임, 오레가노, 토스타다, 치차론, 그리고 고추 등이 있다.

## 지역 관습
포솔레는 축제 요리로도 여겨진다. 멕시코와 뉴멕시코에서 포솔레는 일반적으로 새해를 기념하기 위해 신년전야에 제공된다. 포솔레는 멕시코 전역과 멕시코 외부의 히스패닉 커뮤니티에서 기념 요리로 자주 제공된다. 포솔레를 제공하는 다른 행사로는 멕시코 독립 기념일, 생일, 크리스마스 및 기타 공휴일이 있다.

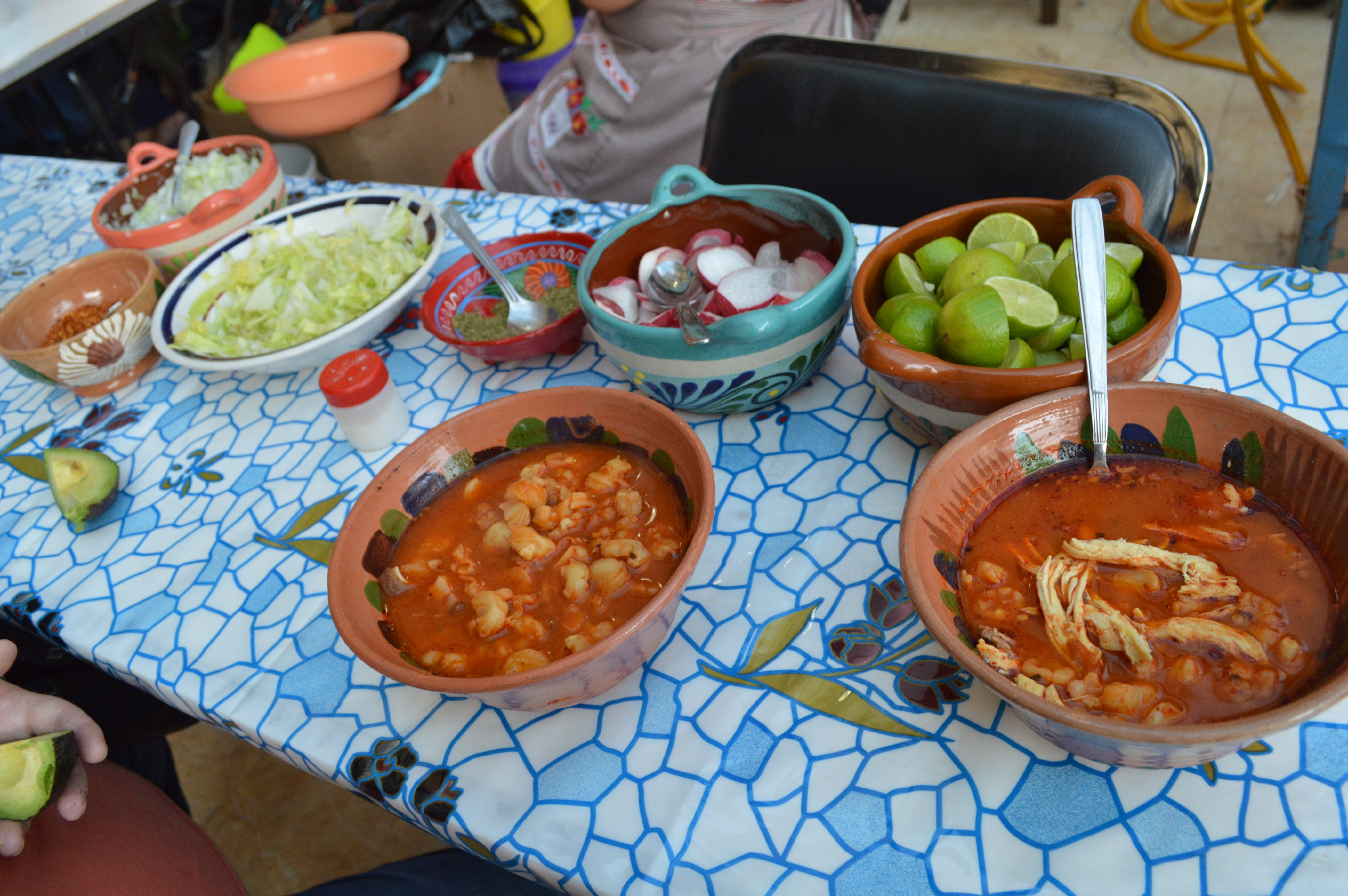
흔한 곁들임(라임, 잘게 썬 상추, 얇게 썬 무 포함)과 함께 제공되는 빨간 포솔레 (멕시코시티, 2015년)

포솔레는 나야리트주, 시날로아주, 미초아칸주, 게레로주, 사카테카스주, 할리스코주, 모렐로스주와 같은 여러 주에서 전형적인 요리이다. 포솔레는 전 세계 멕시코 레스토랑에서 제공된다. 또한 뉴멕시코의 뉴멕시코 요리에서도 인기 있는 요리이며, 포솔레로 알려져 있으며, 리오그란데강을 따라 거주하는 푸에블로 원주민들 사이에서 흔한 요리이다.
미국 남서부에서는 닉스타말과 다른 종류의 밭옥수수(포솔레 옥수수)가 사용된다. 이는 닉스타말보다 더 풍미가 좋고 더 단단한 질감을 가진 것으로 여겨지는데, 닉스타말은 포솔레보다 부드럽고 더 무른 경향이 있다.
호피족은 전통적인 돼지고기 대신 양고기나 양고기를 사용하여 노퀴비(호피어: nöqkwivi)라는 품종을 만든다. 이것은 종종 말린 파란 옥수수 포솔레 알갱이로 만들어지며, 풋고추와 두송자 (월계수 잎 대신)가 스튜에 추가된다. 이 품종의 포솔레는 뉴멕시코의 푸에블로 사람들도 준비한다.

## 역사

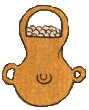
마글리아베치아노 코덱스 22페이지의 이 그림은 포솔레를 묘사한다.

포솔레는 16세기에 베르나디노 데 사아군의 플로렌틴 코덱스에 언급되었다. 옥수수는 아즈텍인과 메소아메리카의 다른 주민들에게 신성한 식물이었기 때문에, 포솔레는 특별한 경우에 소비하기 위해 만들어졌다.
국립 인류학 역사 연구소와 멕시코 국립 자치 대학교의 연구에 따르면, 이러한 특별한 경우에 포솔레에 사용된 고기는 사람의 고기였을 수도 있다.
대규모 인육 섭취에 대한 고고학적 증거는 이 이론을 뒷받침할 수 있으며, 학계에서는 아즈텍인들이 인신공양과 전쟁의 맥락에서 식인을 행했다는 점에 널리 동의하지만, 그러한 행위의 사회적, 식량적 중요성은 논란의 여지가 있다.
마빈 해리스와 같은 일부 저자들은 인육이 귀족 식단의 중요한 부분이었다고 주장하지만, 다른 저자들은 주요 단백질 공급원이 될 만큼 충분한 인육이 없었고, 그 소비는 주로 지위 상징이었다고 주장한다.

## 갤러리

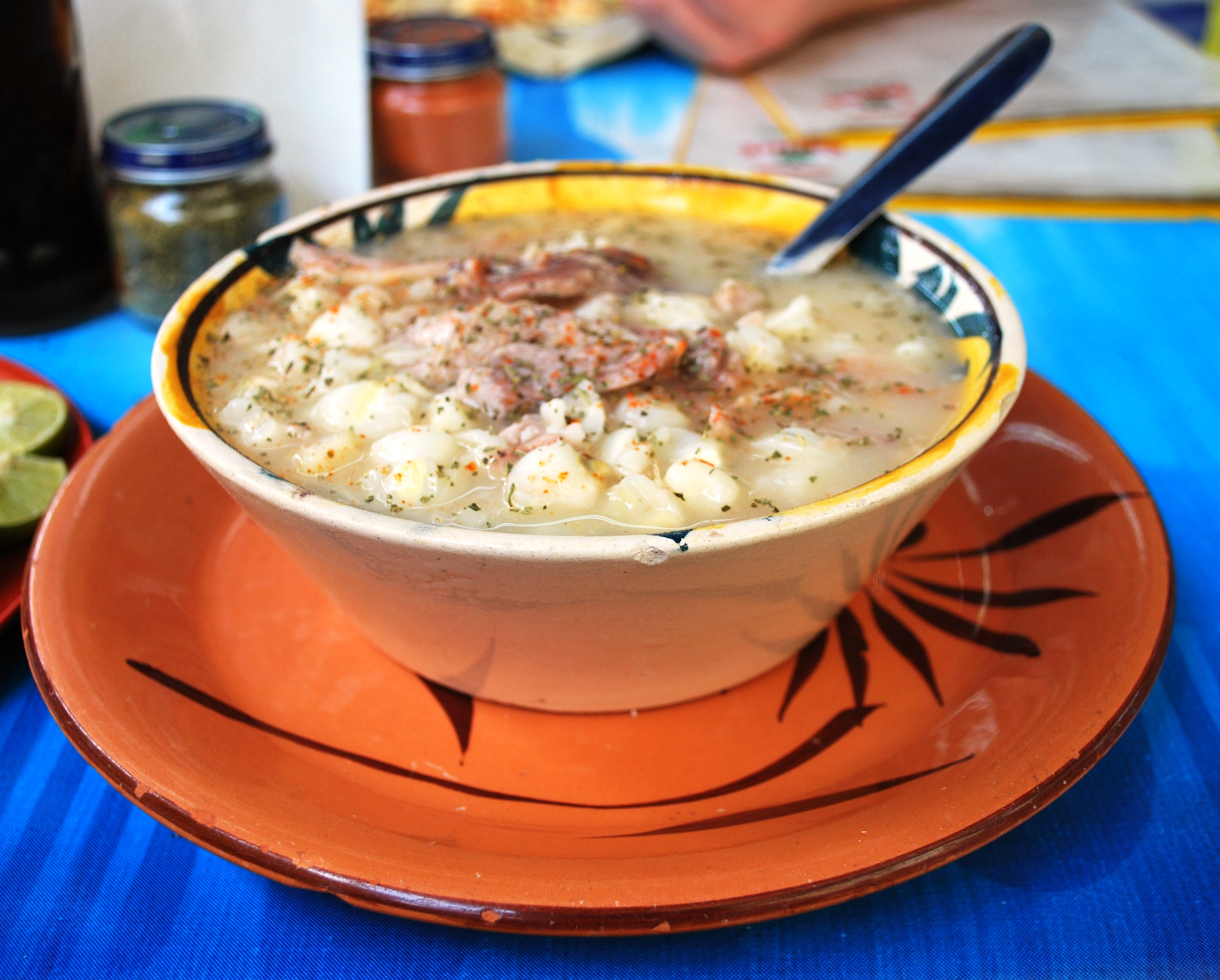
흰 포솔레
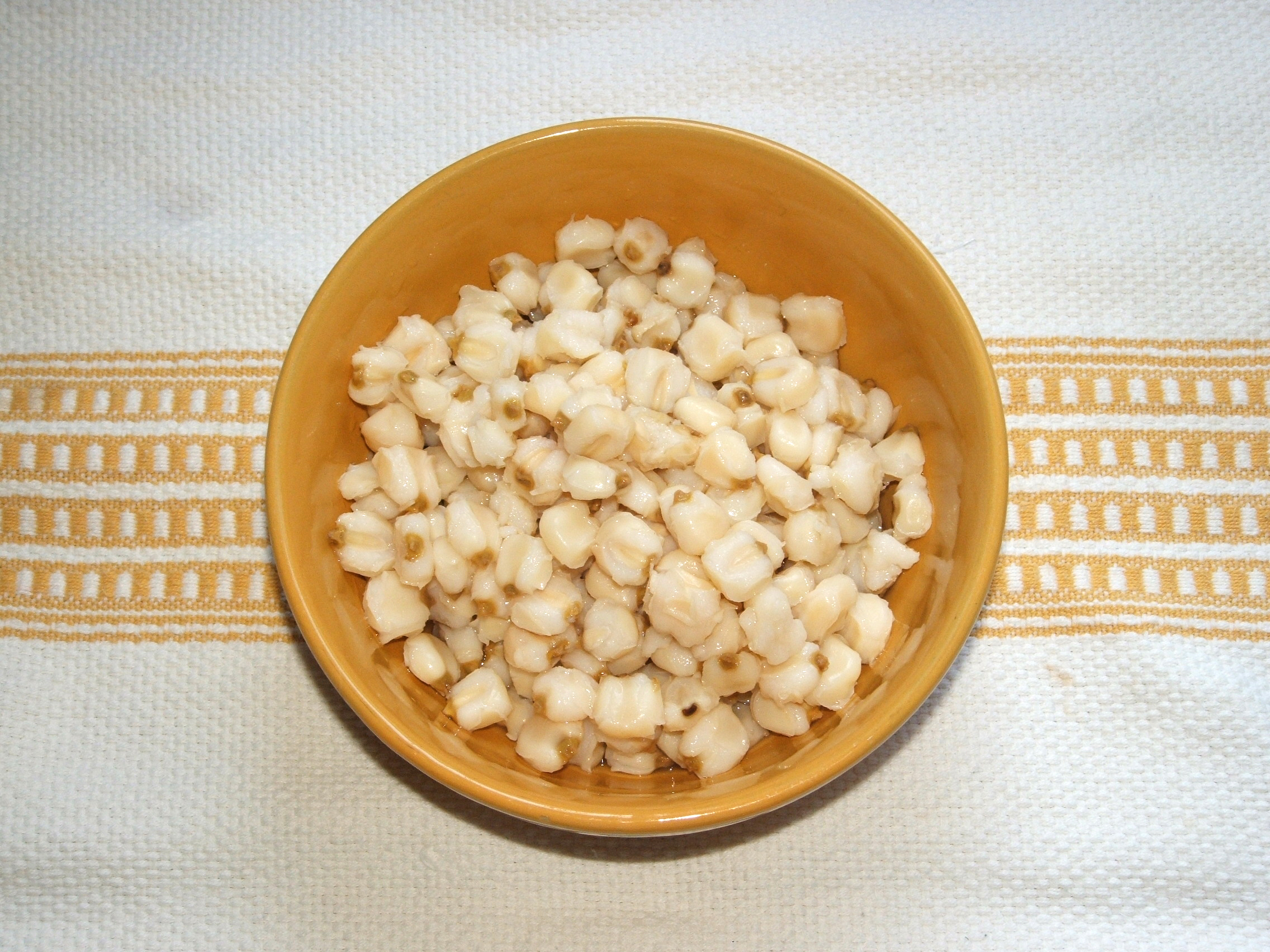
익힌 닉스타말
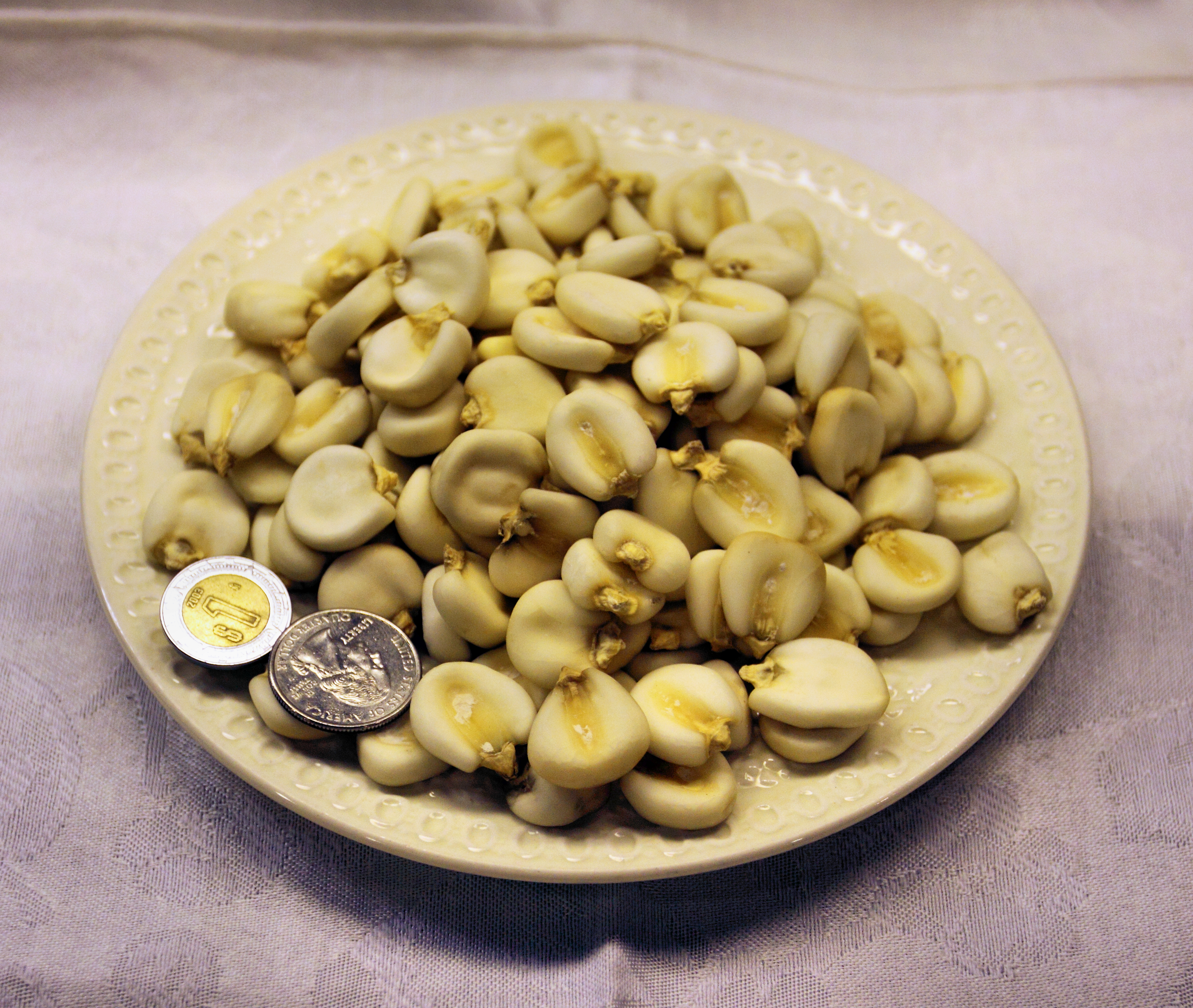
말린 닉스타말은 포솔레에 사용할 수 있지만, 불리고 익혀야 한다.
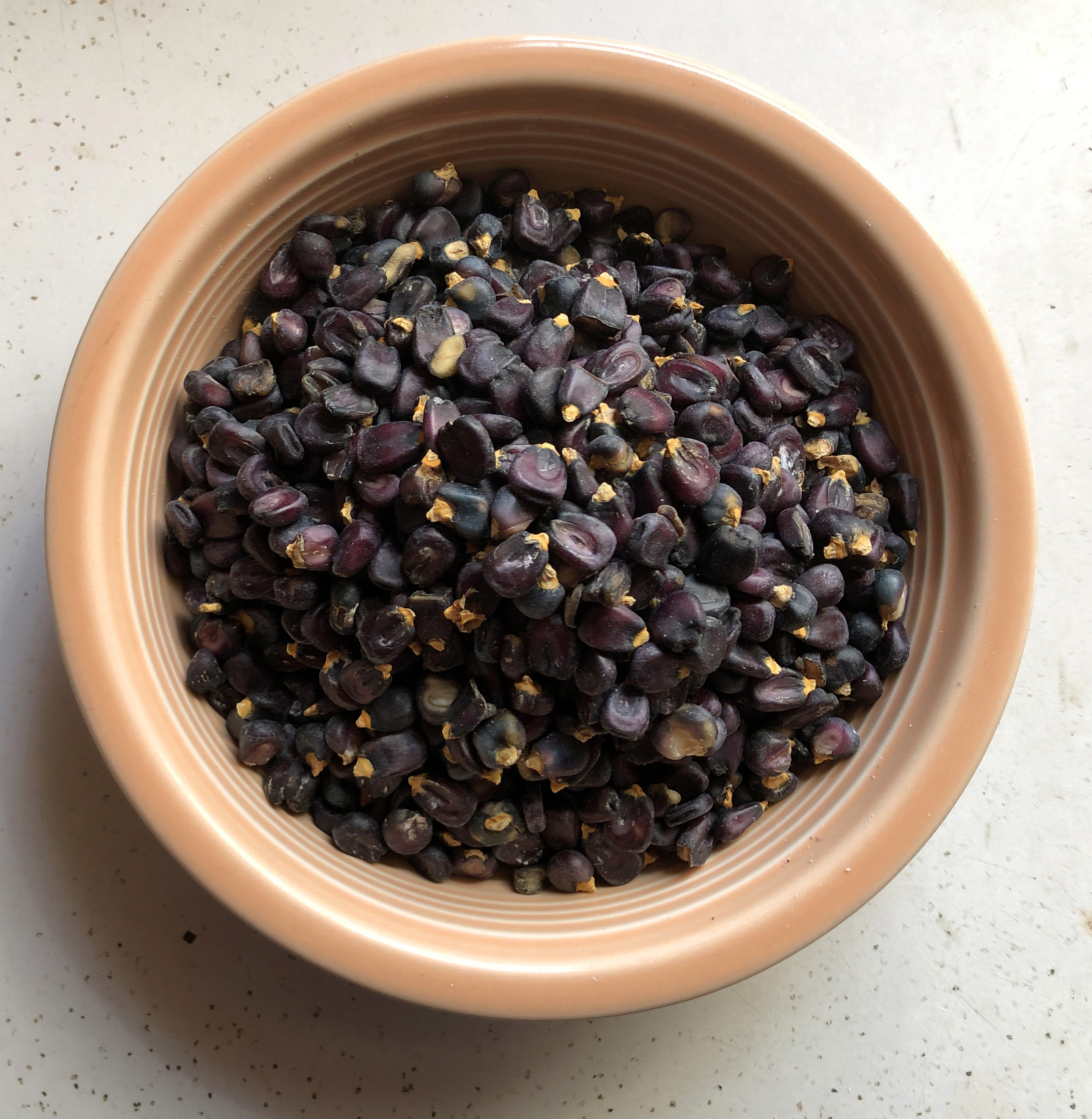
말린 뉴멕시코 파란 포솔레 밭옥수수
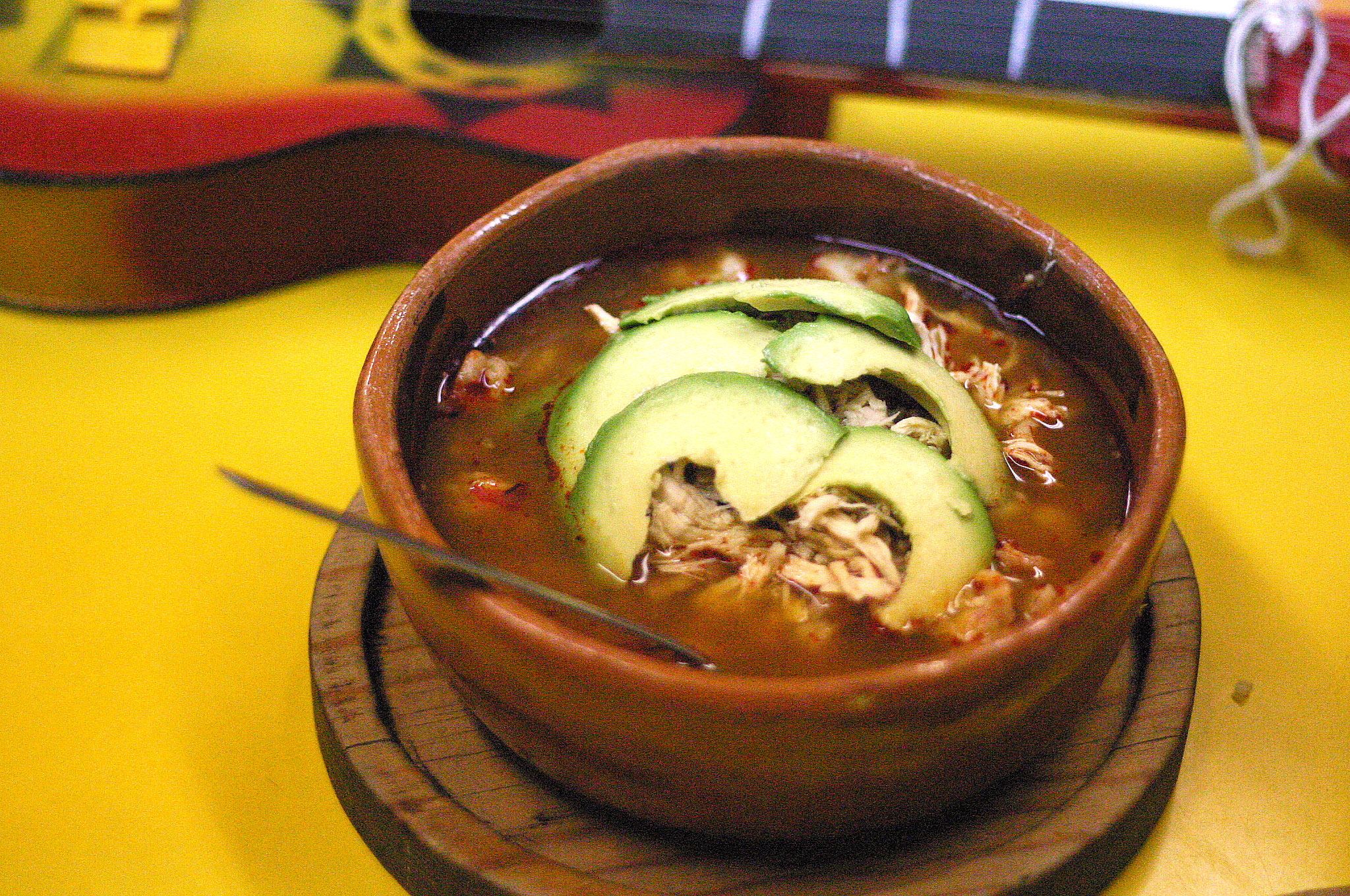
얇게 썬 아보카도를 얹은 포솔레
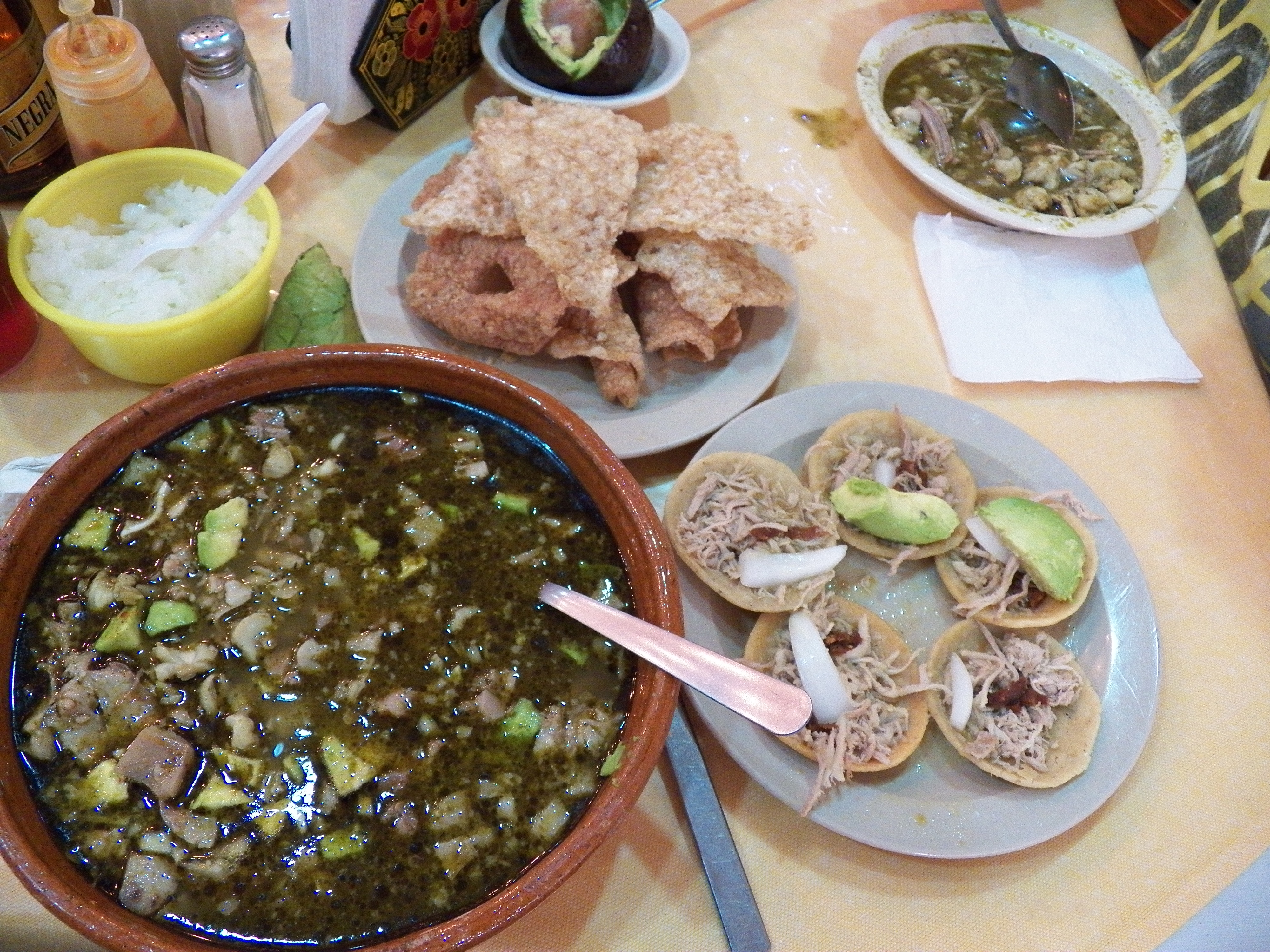
게레로주 방식으로 익힌 녹색 포솔레
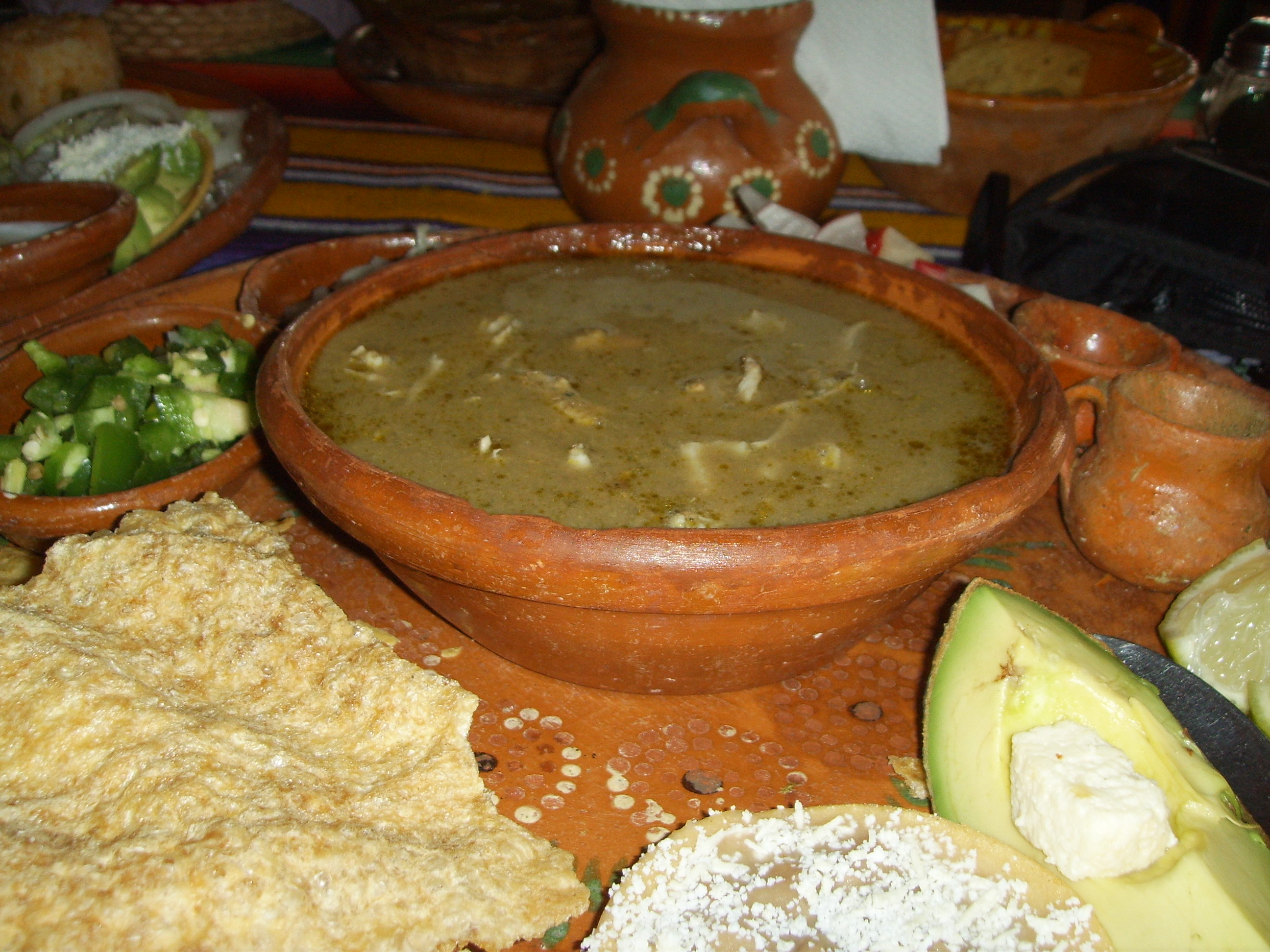
양념과 함께 시우아타네호 (게레로)에서 제공되는 녹색 포솔레
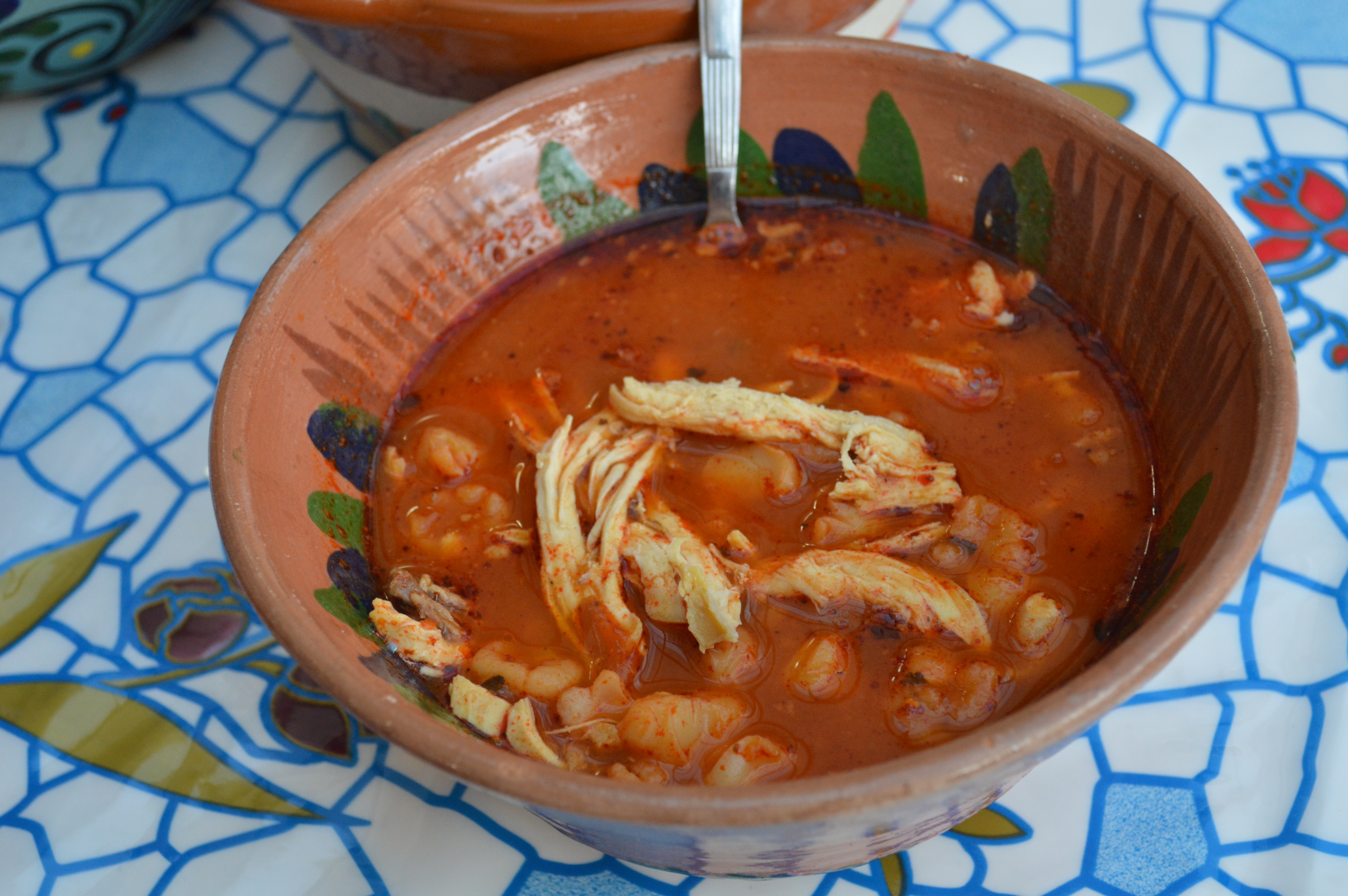
멕시코시티에서 제공되는 빨간 포솔레
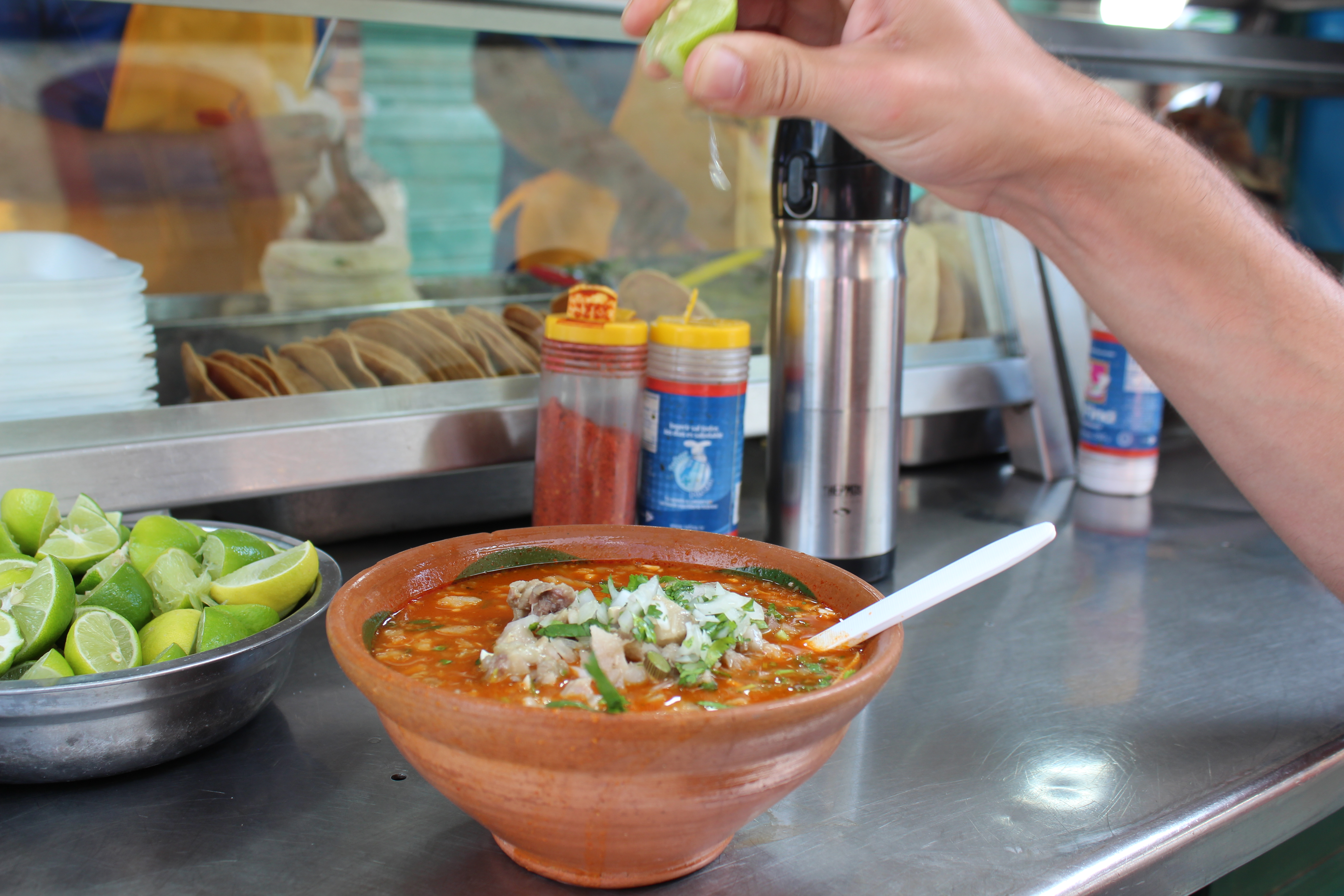
오아하카데후아레스에서 제공되는 빨간 포솔레

## 같이 보기
- 프리카세
- 옥수수 요리 목록
- 멕시코 요리 목록
- 국 목록
- 스튜 목록
- 메누도 – 양으로 만든 비슷한 요리
- 멕시코 요리